# Klucze (Klein-Polen)
Klucze is een dorp in de Poolse woiwodschap Klein-Polen. De plaats maakt deel uit van de gemeente Klucze en telt 4 874 inwoners.